# Walter Homolka
Pour les articles homonymes, voir Homolka.
Walter Homolka, né le 21 mai 1964 à Landau an der Isar, est un rabbin et professeur d'université allemand. Depuis 2014, il est professeur titulaire de philosophie religieuse juive moderne à l'université de Potsdam. Il a été à plusieurs reprises directeur général de l'École de théologie juive de l'Université de Potsdam et de septembre 2002 à avril 2023, il a été recteur de l'Abraham Geiger Collège (de), il a dirigé le Collège Zacharias Frankel.

## Biographie
Walter Homolka est né le 21 mai 1964 à Landau an der Isar, au sein d'un milieu catholique. Il se convertit au judaïsme à l’âge de 17 ans, avec l'ojectif de devenir rabbin : « Je voulais aussi contribuer au renforcement de la communauté juive en Allemagne et de son patrimoine spirituel ». En 1986, il suit ses études à Londres avec le soutien du rabbinat libéral de Berlin. En 1992, il est titulaire d'un doctorat en études religieuses. Puis en 1993, il obtient une maîtrise en études juives .
En 1997, Walter Homolka est ordonné rabbin par Walter Jacob (en). Avec ce dernier, il fonde, en 1999, l’Abraham Geiger Collège (de), Walter Jacob en est le président. D’autres institutions seront aussi créées dont une école de chant, un deuxième séminaire pour les étudiants rabbiniques conservateurs.
Des accusations de harcèlement sexuel sont portées, en mai 2022, à l’encontre du mari de Walter Homolka. Il est reproché à Walter Homolka d'avoir cherché à dissimuler les faits. En décembre 2022, Walter Homolka annonce qu'il se retire de ses fonctions et qu'il ne se présentera pas pour un nouveau mandat à la présidence de l’Union des juifs progressistes d’Allemagne.
Le rapport d'un cabinet d’avocats allemand, indique en septembre 2023 que le rabbin Walter Homolka « était responsable de la mauvaise conduite alléguée, bien qu’il le nie lui-même », et que des « changements structurels radicaux sont nécessaires pour prévenir la mauvaise conduite à l’avenir ».

## Vie privée
Le mari de Walter Homolka a été maître de conférences et porte-parole de l'Abraham Geiger College.